# Tolonus purgatorius
Tolonus purgatorius là một loài tò vò trong họ Ichneumonidae.